# Мальмберг, Даг
Даг Оке Сигвард Мальмберг (швед. Dag Åke Sigvard Malmberg; род. 18 января 1953 года, Евле, Евлеборг, Швеция) — шведский актёр и режиссёр.

## Биография
В начале 1970-х годов Даг Мальмберг изучал социологию в Гётеборгском университете. В это же время он начал работать в Гётеборгском городском театре. Учился в театральной академии при Гётеборгском университете с 1981—1984 годы.
В 1986 году Мальмберг участвовал в театральных постановках в Буросе, в 2001 году — в Стокгольме и Лулео, с 2002—2003 годы — в Мальмё.
Даг Мальмберг женат на актрисе Йилль Унг.

## Избранная фильмография
| Год  |   | Русское название             | Оригинальное название                 | Роль                  |
| ---- | - | ---------------------------- | ------------------------------------- | --------------------- |
| 1988 | с |                              | Träpatronerna                         | работник на лесопилке |
| 1997 | с | Разрыв                       | Glappet                               | Карл Кнебек           |
| 2001 | ф | Песня для Мартина            | En sång för Martin                    | Хенрик                |
| 2003 | с | Остров в море                | En ö i havet                          | Аксель                |
| 2006 | с | Вольные стрелки              | Snapphanar                            | Андерс Спарре         |
| 2008 | ф | Взрослые люди                | Les Grandes Personnes                 | отец Магнуса          |
| 2010 | ф | Звуки шума                   | Sound of Noise                        | Левандер              |
| 2010 | ф | Шальные деньги               | Snabba cash                           | отец Софи             |
| 2011 | ф | Сколько клюквы во всём мире? | Hur många lingon finns det i världen? | Микке                 |
| 2011 | с | Мост                         | Bron                                  | Ханс Петтерсен        |
| 2012 | ф | Встреча в Кируне             | Rendez-vous à Kiruna                  | Хогланд               |
| 2014 | с | Голубые глаза                | Blå Ögon                              | Клас Седергрен        |
| 2016 | с | Прилив                       | Springfloden                          | Нильс Вендт           |

## Режиссёр
Как режиссёр работал над кинокартинами «Либимая Лоттен» (Älskade Lotten, 1996) и «Белая ложь» (Vita lögner, 1997)